# Chiomara
Chiomara es un género de lepidópteros ditrisios de la subfamilia Pyrginae  dentro de la familia Hesperiidae. Principalmente del Neotrópico.

## Especies
- Chiomara asychis  (Stoll, [1780])
- Chiomara basigutta  (Plötz, 1884)
- Chiomara crenda Evans, 1953
- Chiomara khalili Riley, 1934
- Chiomara mithrax  (Möschler, 1879)